# Acadia University

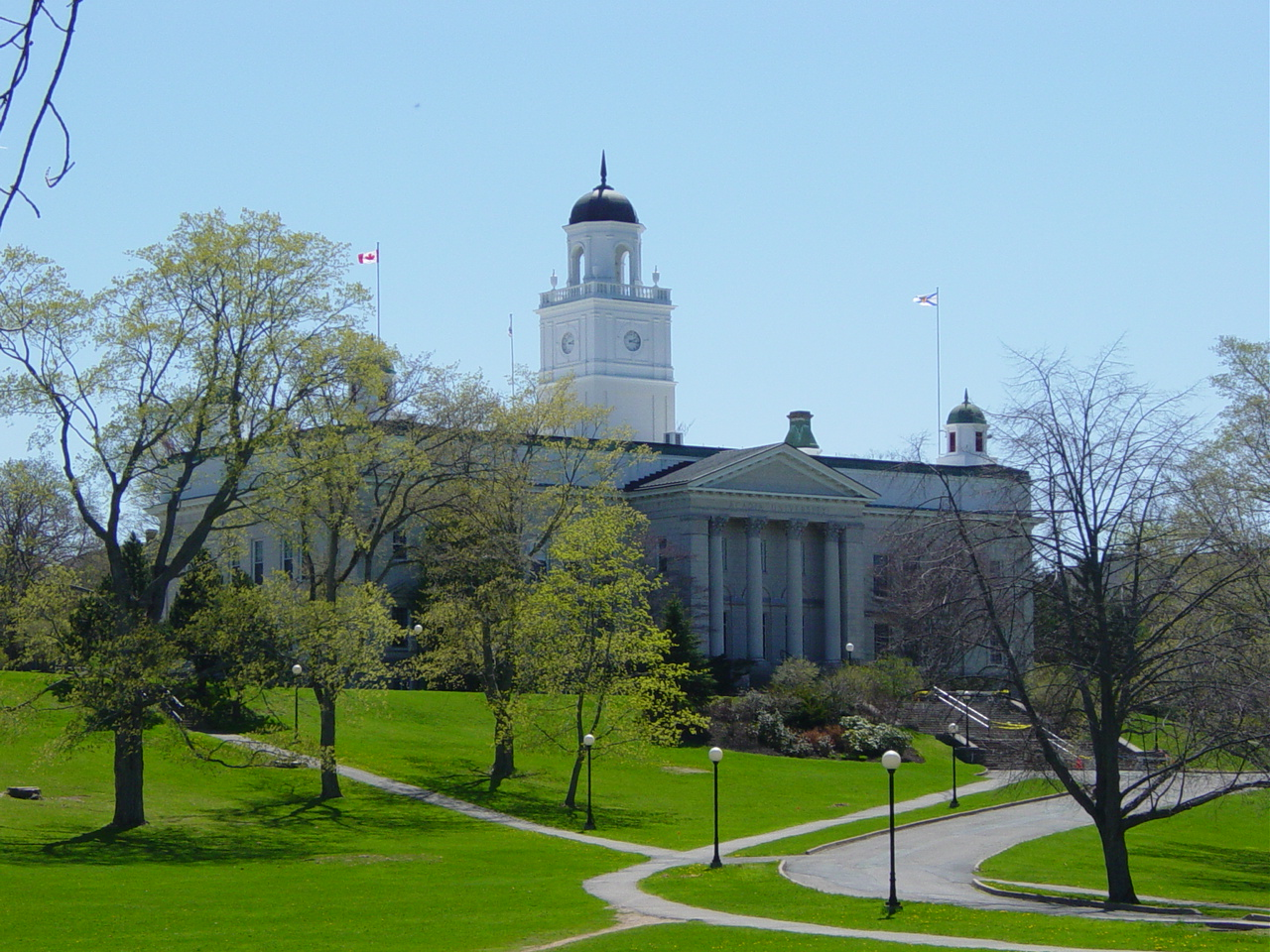
Acadia University in Wolfville, Nova Scotia

Die Acadia University ist eine kanadische Universität, die vorwiegend auf Bachelorstudiengänge spezialisiert ist, jedoch in einzelnen Bereichen auch Master- und Doktorstudiengänge anbietet. Sie befindet sich in Wolfville in der Provinz Nova Scotia.
Nach dem Hochschulranking von Maclean’s gehört sie zu den besten Universitäten des Landes, die Undergraduate-Programme anbietet.

## Geschichte
1838 schufen Baptisten das Queen’s College als Erweiterung der 1828 in Horton gegründeten Horton Academy. Drei Jahre später erfolgte die Umbenennung in Acadia College und 1891 die Umwandlung in eine Universität. 

## Gebäude
Auf dem heutigen Campus der Universität findet sich das Ladies’ Seminary, ein dreigeschossiges Gebäude im Second-Empire-Stil. In dem Gebäude befand sich die älteste höhere Bildungsinstitution für Frauen in Nova Scotia. Das Gebäude wurde am 23. November 1997 zur National Historic Site of Canada erklärt.

## Fakultäten
- Faculty of Arts
- Faculty of Pure & Applied Science
- Faculty of Professional Studies
- Faculty of Theology

## Bekannte Lehrende
- Arthur Newcombe Bourns (* 1919) – Chemie
- James De Mille (1833–1880) – klassische Literatur
- Eugen Gmeiner (1927–1977) – Orgelspiel
- Carlyle Smith Beals (1899–1979) – Physik
- Robert Turner (1920–2012) – Musik

## Bekannte Absolventen
- Edgar Archibald (1885–1968), Agrarwissenschaftler und Politiker
- Norman Atkins (1934–2010), kanadischer Senator
- Gordon Lockhart Bennett (1912–2000), Politiker
- Arthur Newcombe Bourns (* 1919), Chemiker, Präsident der McMaster University
- Bob Cameron (* 1954), Canadian-Football-Spieler
- Dalton Camp (1920–2002), Journalist und Politiker
- Brendan Croskerry (* 1985), Musiker
- Paul Corkum (* vor 1965), Physiker
- Charles Aubrey Eaton (1868–1953), Politiker
- Gregory Edgecombe (* 1964), Paläontologe
- Robbie Harrison, Lehrer und Politiker, Mitglied des Abgeordnetenhauses von Nova Scotia
- Joanne Kelly (* 1978), Schauspielerin
- Peter MacKay (* 1965), Anwalt und Politiker
- Stephen McHattie (* 1947), Schauspieler
- Austin Loomer Rand (1905–1982), Ornithologe
- Jacob Gould Schurman (1854–1942), Hochschullehrer und Diplomat
- John Wallace de Beque Farris (1878–1970), kanadischer Senator